# Xerotrema
Xerotrema is een geslacht van korstmossen dat behoort tot de orde Odontotremataceae van de ascomyceten. De typesoort is Xerotrema megalosporum.

## Soorten
Volgens Index Fungorum telt het geslacht twee soorten (peildatum december 2021):
| Soortnaam              | Auteur(s)          | Publicatiejaar |
| ---------------------- | ------------------ | -------------- |
| Xerotrema megalosporum | Sherwood & Coppins | 1980           |
| Xerotrema quercicola   | Coppins & Aptroot  | 2008           |